# Motoyama (Kōchi)
Motoyama (本山町 Motoyama-chō?) es un pueblo localizado en la prefectura de Kōchi, Japón. En junio de 2019 tenía una población estimada de 3.428 habitantes y una densidad de población de 25,5 personas por km². Su área total es de 134,22 km².

## Geografía

### Localidades circundantes
- Prefectura de Kōchi
  - Kami
  - Nankoku
  - Ōtoyo
  - Tosa
- Prefectura de Ehime
  - Shikokuchūō

## Demografía
Según los datos del censo japonés, esta es la población de Motoyama en los últimos años.
| 1995  | 2000  | 2005  | 2010  | 2015  |
| ----- | ----- | ----- | ----- | ----- |
| 4.901 | 4.657 | 4.374 | 4.103 | 3.573 |

## Relaciones internacionales

### Ciudades hermanadas
- Municipio de Upper Darby, Estados Unidos – desde el 10 de agosto de 1966